# Enactment
In psicoanalisi con enactment si definisce il mettere in scena da parte del paziente durante la seduta quello che è un suo tipico schema relazionale patologico, utilizzando l'analista come "attore" nell'interazione stessa.
Il termine è stato introdotto nella letteratura psicoanalitica alla fine del secolo scorso da Theodore Jacobs (1986), suscitando ben presto un considerevole interesse. Jacobs asserisce che l'enactment vada distinto dall'acting out, sostenendo che mentre il primo si riferisce all'elusiva attività interpersonale, appunto quella tra paziente e terapeuta all'interno del setting analitico, il secondo, invece, è riservato ad un comportamento più impulsivo. L'enactment viene anche concettualizzato come una mutua partecipazione a doppio senso, tra analista e analizzando; è visto infatti come la dimensione di un'esperienza che esterna e attualizza la vita interiore di conflitto e relazione del paziente con gli oggetti. Ecco la definizione del termine enactment formulata da Maroda:
In psicoanalisi relazionale è consuetudine utilizzare la parola enactment per spiegare la riesperienza di un ruolo assunto nell'infanzia, che viene recitato sul palco dello studio dell'analista: a quest'ultimo è data una parte che dovrà recitare; entrambe le parti in questa situazione perdono il loro senso di distanza, interagendo in modo verbale e non verbale, portando all'interno del setting delle dinamiche intrapsichiche sotto forma di interazioni. Secondo i teorici relazionali anche se gli enactment sono pattern inconsci di interazioni diadiche ai quali sia l'analista sia il paziente contribuiscono; essi vengono generalmente considerati come iniziati dal paziente. Nella prospettiva della psicoanalisi relazionale, l'aspetto centrale del cambiamento terapeutico è dato dal districarsi del paziente e dell'analista dai pattern inconsci ripetitivi grazie all'acquisizione della consapevolezza riflessiva dell'interscambio relazionale e del contributo di ciascuno.
I pazienti traumatizzati tendono a legarsi ai loro terapeuti non tanto per mezzo delle parole, ma attraverso degli enactment, esprimendo inconsciamente, tramite l'azione, gli aspetti dissociati del sé e la rappresentazione dell'oggetto. Secondo Bromberg "I processi dissociativi che mantengono l'affetto inconscio hanno una vita propria, una vita che è sia interpersonale sia intrapsichica, una vita che è inscenata tra paziente e analista nel fenomeno dissociativo diadico che chiamiamo enactment".